# Sức căng bề mặt

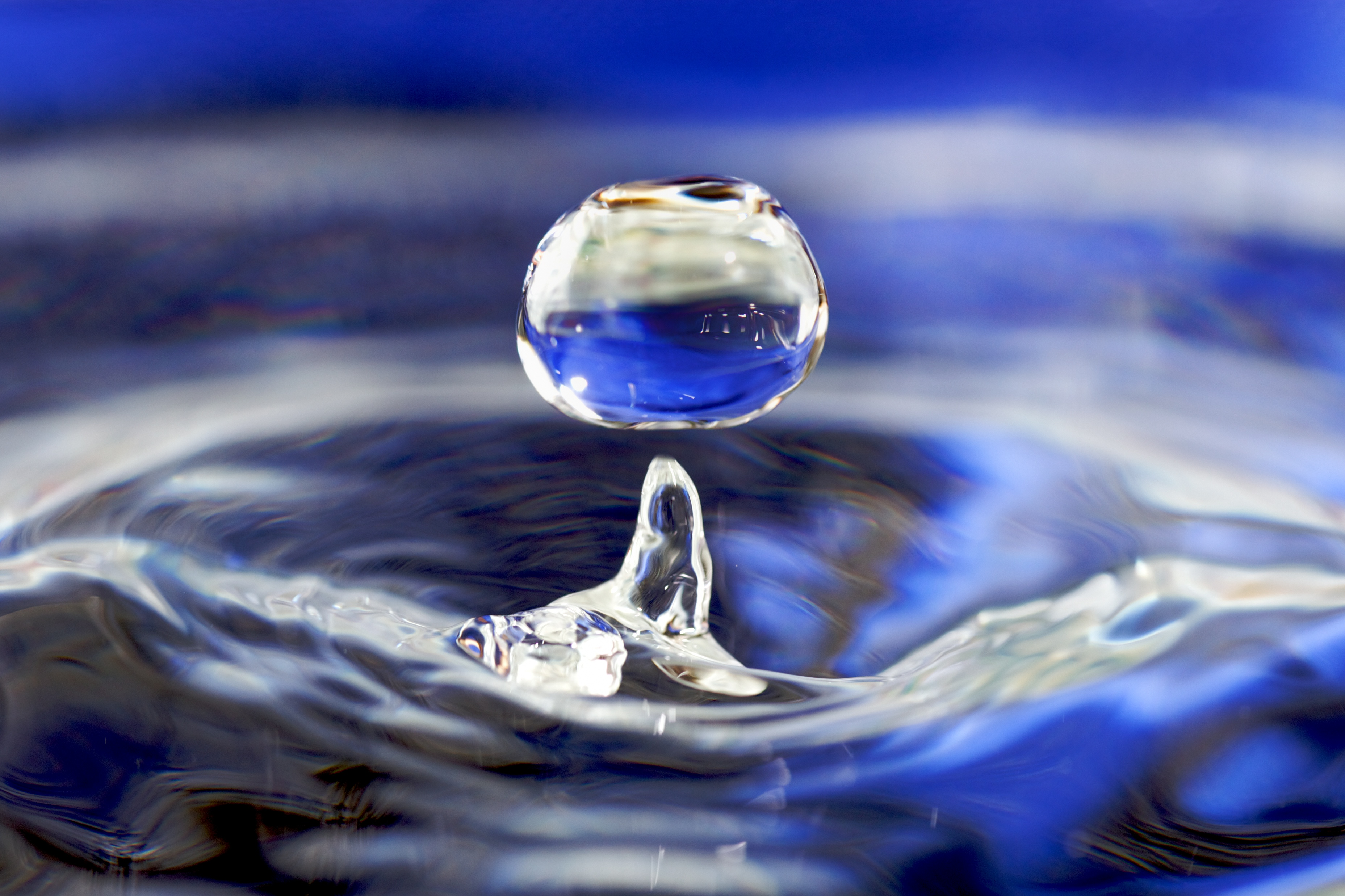
Một giọt nước dội lên, hiện tượng này tạo ra do sức căng bề mặt của nước.

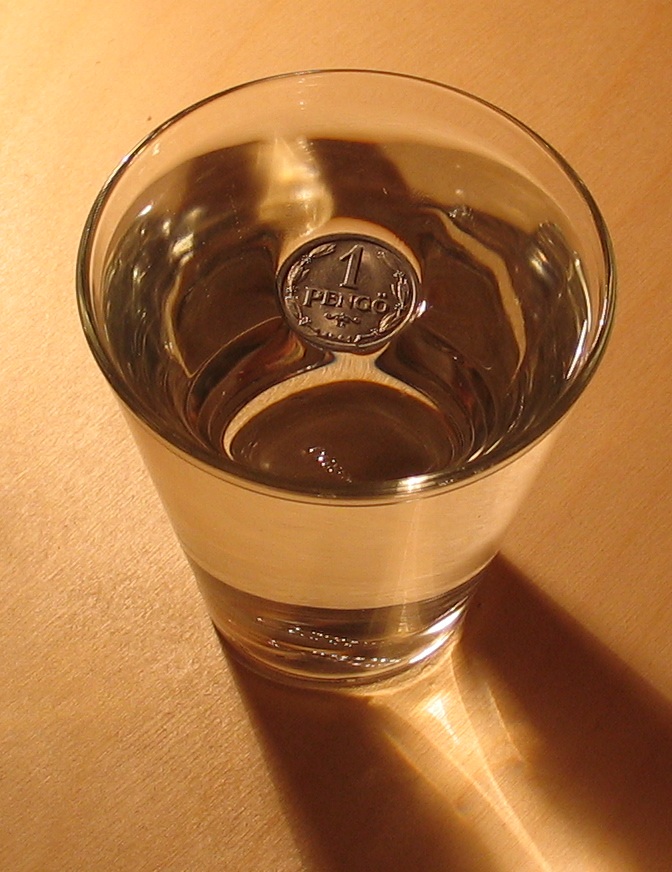
Một đồng xu nổi trong cốc nước nhờ hiện tượng sức căng bề mặt

Sức căng bề mặt (còn gọi là năng lượng bề mặt hay ứng suất bề mặt, thường viết tắt là σ hay γ hay T) hiểu một cách nôm na là đại lượng đánh giá độ đàn hồi hay độ bền của mặt liên diện giữa hai pha. Tính đàn hồi của mặt lên diện giữa hai pha có được trên cơ sở lực hút phân tử trong mỗi pha và giữa các phân tử của hai pha tiếp giáp mặt liên diện.
Ví dụ tại bề mặt liên diện giữa hai pha: nước (pha lỏng) và không khí (pha khí), sức căng ở bề mặt giọt nước và không khí được hình thành do lực hút giữa các phân tử nước mạnh hơn nhiều lực hút giữa chúng và các phân tử khí cũng như lực hút giữa các phân tử khí với nhau. Do đó giọt nước trong không khí có xu hướng co cụm lại sao cho diện tích bề mặt nhỏ nhất có thể. Nếu độ lớn của lực trọng trường nhỏ hơn, các lực xung quanh giọt nước sẽ cân bằng và nó sẽ có hình cầu.
HIện tượng dính ướt và không dính ướt:
Hiện tượng dính ướt xảy ra khi có sự tiếp xúc giữa 3 pha: hai pha lỏng (hoặc một pha lỏng và một pha khí) trên bề mặt pha rắn. Ví dụ khi giọt nước nằm trên một bề mặt rắn ưa nước, do lực hút giữa các phân tử ở bề mặt rắn với các phân tử nước lớn hơn nhiều lực hút giữa các phân tử nước với nhau, giọt nước sẽ có xu hướng trải ra tăng diện tích mặt liên diện giữa nước và pha rắn. Bề mặt rắn càng ưa nước thì diện tích nước trải ra càng lớn. Có thể quan sát hiện tượng này trên một số chảo chống dính. Ngược lại nếu một giọt nước (pha lỏng) nằm trên bề mặt rắn không ưa nước (pha rắn), nó sẽ có xu hướng co cụm lại sao cho diện tích bề mặt liên diện nước-không khí (pha khí) và diện tích mặt liên diện nước-bề mặt rắn nhỏ nhất có thể. Chúng ta có thể dễ dàng quan sát hiện tượng này khi nhìn những giọt sương trên lá vào buổi sáng. Một trong những bề mặt không ưa nước dễ nhận thấy là bề mặt lá sen và lá khoai.
Hiện tượng mao dẫn:
Khi cắm ống mao quản (làm bằng vật liệu ưa nước) vào nước chúng ta cũng có hệ 3 pha gồm: nước (pha lỏng), thành ống mao quản (pha rắn) và không khí (pha khí). Tại mặt liên diện giữa nước và thành ống mao quản, nước sẽ có xu hướng dâng lên, trải ra làm tăng diện tích mặt liên diện hai pha. Tại mặt liên diện giữa nước và không khí, lực hút giữa các phân tử nước mạnh hơn so với giữa nước và không khí làm cho nước có xu hướng co cụm giảm diện tích liên diện, giúp mực nước nâng lên gần bằng với các phân tử nước ở gần thành ống mao quản. Mao quản có đường kính càng nhỏ, vật liệu thành ống mao quản càng ưa nước, áp suất trong pha khí càng thấp, lực trọng trường càng yếu thì mực nước càng dâng cao. Thực tế trong cốc nước bình thường có đường kính tương đối lớn mực nước ở thành cốc cũng vẫn cao hơn so với mực nước ở xa thành nhưng bằng mắt thường khó có thể nhận ra.
Sức căng bề mặt và hiện tượng mao dẫn đã giúp giải thích một số quá trình như nước vận chuyển từ rễ lên đến lá, tại sao nhện nước bò trên mặt nước, trạng thái cân bằng của nhũ tương cũng như tác dụng tẩy rửa của xà phòng nói riêng hay hoạt tính nói chung của chất hoạt hóa bề mặt,...

## Định nghĩa
Sức căng bề mặt giữa hai pha là công cơ học thực hiện khi lực căng làm cho diện tích mặt liên diện thay đổi một đơn vị diện tích. Như vậy nó cũng là mật độ diện tích của năng lượng; ý nghĩa này mang lại tên gọi năng lượng bề mặt cho đại lượng vật lý này. Như vậy, trong hệ đo lường quốc tế, đơn vị đo sức căng bề mặt tương đương Jun trên mét vuông.
Sức căng bề mặt giữa hai pha phụ thuộc vào tính chất các phân tử của từng pha và các điều kiện môi trường như nhiệt độ, áp suất...

## Phương pháp đo

Một cách đo sức căng bề mặt men gốm lúc đang lỏng.

Các phương pháp đo sức căng bề mặt bao gồm:
- Vòng Du Noüy
- Tấm Wilhelmy
- Phương pháp giọt xoay tròn
- Phương pháp giọt pêđan
- Phương pháp áp suất bọt.
- Phương pháp thể tích giọt.